# Huntley (Montana)
Huntley – jednostka osadnicza w Stanach Zjednoczonych, w stanie Montana, w hrabstwie Yellowstone.